# Симпсон и советник
«Simpson and Delilah» (с англ. — «Симпсон и Далила») — второй эпизод второго сезона мультсериала «Симпсоны». Премьера эпизода состоялась 18 октября 1990 года.

## Сюжет
В начале серии Гомер, дети, а также Пэтти и Сельма Бувье наблюдают за телевизионным шоу, по которому задают вопросы школьной программы. Во время рекламы Гомер видит ролик о «чудо-средстве» Демоксиниле, возвращающем волосы. Он решает приобрести препарат. Придя в магазин и узнав цену Демоксинила (1000 долларов), Гомер решает приобрести препарат за счёт медицинской страховки Спрингфилдской АЭС, и хотя эта операция незаконна в штате, где находится Спрингфилд, врач продаёт ему бутылочку этого средства.
Встав на следующее утро после покупки, Гомер видит на своей голове копну волос. Вне себя от радости, он начинает бегать по всему городу с радостными криками. Очень скоро Гомер обнаруживает, что его волосы имеют пользу не только с точки зрения внешности, но и с финансовой точки зрения. Мистер Бёрнс, просматривая камеры наблюдения, обращает внимание на Гомера и решает повысить его.
Гомер начал с поиска секретаря и случайно натыкается на Карла, который сразу поражает Гомера. Сразу после вступления на должность Карл показывает себя человеком очень умным и готовым всегда помочь Гомеру (к примеру, он нанимает певца, спевшего Мардж песню в честь юбилея свадьбы, хотя сам Гомер о юбилее забыл). На первом же заседании совета директоров Гомер делает предложение об увеличении количества соуса в обеденном перерыве, и это предложение нашло отклик у мистера Бёрнса. Вскоре в газете сотрудников АЭС сообщается о том, что производительность рабочих увеличилась на 15 %. Этот факт существенно приближает Гомера к мистеру Бёрнсу и очень раздражает Вэйлона Смитерса.
Он решает найти компромат на Гомера, и ему это сразу же удаётся. Он находит в деле Гомера запись о 1000$, потраченных Гомером на лекарство, и сообщает об этом Мистеру Бёрнсу, при этом не называя имени провинившегося. Сам начальник АЭС говорит, что работника нужно уволить, кто бы он ни был. Когда мистер Смитерс заходит в кабинет Гомера, чтобы сообщить ему о том, что он уволен, Карл берёт вину на себя, тем самым обрекая себя на увольнение.
Тем временем Барт, увидев Демоксинил, решает намазать им свой подбородок, надеясь на то, что у него вырастет борода. Во время эксперимента он роняет банку, в результате чего всё содержимое безвозвратно пропадает. Гомер, уверенный в том, что «райская жизнь» продлится вечно, не имел средств на «чёрный день», в результате, к следующему дню он вновь становится лысым. Придя на работу, он обнаруживает у себя в кабинете Карла, который зашёл, чтобы попрощаться с девушками на АЭС. Гомер жалуется, что без волос он ничто, но Карл убеждает его в обратном. Но слова Гомера содержали больше правды. В тот же день он должен был читать лекцию о своём успехе и примерах его достижения, но к концу лекции холл опустел, и всё из-за того, что Гомер был лысым.
После этого инцидента Гомер не был уволен, так как Мистер Бёрнс прекрасно понял его проблему, однако же Гомер возвратился на старое место работы.

## Производство
Это — первый эпизод Симпсонов, в котором один из мужских персонажей, Карл, — гей. Хотя в серии об этом прямо не говорилось, тем не менее, очевидно, что Карла и Гомера связывала не просто дружба: Карл любил Гомера, но тот, по-видимому, просто не замечал. После эпизода люди спрашивали Мэтта Грейнинга, гей — ли Карл, на что тот им отвечал: «Он тот, кем вы хотите его видеть», таким образом, не давая однозначного ответа, однако же позже в своих комментариях об этой серии он говорил: «Он поцеловал Гомера, он шлёпнул его по попе, а это явные признаки неравнодушия Карла к Гомеру».

## Показ
Второй сезон «Симспсонов» выходил на FOX в 20:00, одновременно с «Шоу Косби» на NBC. Таким образом «Симпсонам» пришлось вести рейтинговую войну с этим шоу. По рейтингу Нильсена эпизод получил оценку 16.2, уступив «Шоу Косби» с показателем 18.5, однако превзошёл по количеству зрителей, собрав у телевизора 29,9 миллионов американцев.

## Оценки
Критики также высоко оценили этот эпизод: так, журнал «Entertainment Weekly» поставил эпизод на 24-е место в списке 25 лучших серий «Симпсонов», а Харви Файерстин назвал одним из 16 лучших приглашённых звёзд сериала. «The Daily Telegraph» назвал серию одной из 10 лучших серий «Симпсонов всех времён».